# Movimiento Causa Justa
Causa Justa es un movimiento feminista colombiano, iniciativa de La Mesa por la Vida y la Salud de las Mujeres, conformado en 2017 por alrededor de 100 organizaciones y activistas de todo el país. Se creó con el fin de abrir una conversación pública para lograr la eliminación del delito de aborto del Código Penal.

Con este objetivo, en 2020, cinco de las organizaciones que conforman Causa Justa presentaron una demanda de inconstitucionalidad ante la Corte Constitucional, que fue resuelta en febrero del 2022 con la Sentencia C-055 de 2022. En este fallo la Corte despenalizó completamente el aborto hasta la semana 24 de gestación y después de este plazo mantuvo las tres causales que ya existían desde el 2006, sin límite de edad gestacional:
i) cuando la concepción no haya sido consentida por la mujer, ii) si se trata de embarazos con grave riesgo para la vida o la salud física o mental de la mujer, iii) cuando un dictamen médico certifique la existencia de enfermedades o disfuncionalidades que hagan el feto inviable.
La sentencia además exhorta al gobierno y al Congreso a crear una política integral para la prestación de servicios de aborto oportunos y de calidad, afianzar la educación en sexualidad y el acceso a métodos anticonceptivos.

## Historia
Causa Justa surge en 2017, como una iniciativa de La Mesa por la Vida y la Salud de las Mujeres. El propósito inicial de esta organización fue el de proponer una conversación pública, democrática y pedagógica sobre la crítica al uso del derecho penal en la regulación de aborto.
Este objetivo surgió a partir de las evidencias recopiladas sobre las barreras para el acceso a la Interrupción Voluntaria del Embarazo (IVE) en el marco de las tres causales despenalizadas en el 2006. A partir del acompañamiento a casos, La Mesa por la Vida y la Salud de las Mujeres, evidenció que aún con estas tres causales, la mayoría de los abortos en Colombia seguían siendo ilegales y que las personas que tenían menos posibilidades de acceder a este de manera legal, eran mujeres en condiciones de vulnerabilidad.
En 2020, se dio a conocer como un movimiento nacional conformado por más de 100 organizaciones de diferentes zonas del país, así como activistas, prestadores de salud, miembros de la academia, centros de investigación, líderes de opinión y ciudadanía en favor del derecho a decidir de las mujeres.
El movimiento construyó 90 argumentos a favor de la despenalización del aborto, desde diferentes perspectivas: salud, derechos humanos, jurídica, académica, de las organizaciones sociales, de asociaciones médicas, logrando que el aborto hiciera parte de la conversación pública. También diseño una estrategia integral con varios frentes: i) estrategia pedagógica con distintas audiencias, ii) movilización social: en calles, en redes, en medios; iii) producción de conocimiento e investigación, iv) estrategia legal comprensiva y v) trabajo en regiones.

## Demanda
Como parte de la estrategia legal, presentó una demanda de inconstitucionalidad contra el artículo 122 del Código Penal (delito de aborto consentido) ante la Corte Constitucional para que analizara nuevamente la despenalización parcial del aborto en el país, considerando que, desde la Sentencia C-355 en 2006 hasta el año de la demanda –2020–, habían cambiado las circunstancias de acceso de las mujeres a este servicio, así como su situación en aspectos como la desigualdad, la migración, la libertad de conciencia, entre otras.
La redacción de la demanda fue liderada por cinco organizaciones representantes del movimiento: Católicas por el Derecho a Decidir - Colombia, el Centro de Derechos Reproductivos, el Grupo Médico por el Derecho a Decidir, La Mesa por la Vida y la Salud de las Mujeres y Women’s Link Worldwide. La demanda fue apoyada por cientos de intervenciones expertas (amicus) que conceptuaron a favor de la eliminación del delito.
Posteriormente, en respuesta a la demanda y después de 523 días de movilización pública en diferentes espacios: académicos, redes sociales, medios de comunicación, de movilización en calle, entre otros, y de trabajo pedagógico con distintas audiencias, se dio a conocer el fallo de la Corte Constitucional que eliminó el delito de aborto hasta la semana 24 de gestación (Sentencia C-055/2022).

## Publicaciones y multimedia
- Voces detrás de la demanda.[14]
- Causa justa: Argumentos para el debate sobre la despenalización del aborto.
- Documental: La libertad es mi causa.[15]

## Reconocimientos
- Premio al Liderazgo rompe-barreras Mira que te miro.[16]
- Destacada como una de las “ONG más admiradas de Colombia”, según Cifras y Conceptos.[17]
- Pioneras del movimiento fueron reconocidas por esta labor entre las 100 personas más influyentes de la revista Time.[18]
- Mujeres pioneras y representantes del movimiento reciben reconocimientos por su labor.[19]

## Organizaciones pertenecientes
Actualmente hacen parte de este movimiento más de 120 organizaciones y actores de varios municipios de Colombia. Hay organizaciones de mujeres, feministas, ONG, universidades, grupos académicos, prestadores de servicios de salud, profesionales de la salud, entre otros.